# Станвуд (Айова)
Станвуд (англ. Stanwood) — місто (англ. city) в США, в окрузі Седар штату Айова. Населення — 637 осіб (2020).

## Географія
Станвуд розташований за координатами 41°53′35″ пн. ш. 91°8′56″ зх. д. / 41.89306° пн. ш. 91.14889° зх. д. (41.893040, -91.148771).  За даними Бюро перепису населення США в 2010 році місто мало площу 1,85 км², уся площа — суходіл.

## Демографія
Згідно з переписом 2010 року, у місті мешкали 684 особи в 275 домогосподарствах у складі 192 родин. Густота населення становила 369 осіб/км².  Було 295 помешкань (159/км²).
Расовий склад населення:
| - 97,1 % — білих - 0,6 % — азіатів - 0,3 % — чорних або афроамериканців |

До двох чи більше рас належало 1,8 %. Частка іспаномовних становила 2,2 % від усіх жителів.
За віковим діапазоном населення розподілялося таким чином: 26,8 % — особи молодші 18 років, 57,1 % — особи у віці 18—64 років, 16,1 % — особи у віці 65 років та старші. Медіана віку мешканця становила 40,3 року. На 100 осіб жіночої статі у місті припадало 97,1 чоловіків;  на 100 жінок у віці від 18 років та старших — 93,4 чоловіків також старших 18 років.
Середній дохід на одне домашнє господарство  становив 52 858 доларів США (медіана — 49 167), а середній дохід на одну сім'ю — 61 514 долари (медіана — 57 614). За межею бідності перебувало 8,0 % осіб, у тому числі 8,1 % дітей у віці до 18 років та 11,3 % осіб у віці 65 років та старших.
Цивільне працевлаштоване населення становило 311 осіб. Основні галузі зайнятості: освіта, охорона здоров'я та соціальна допомога — 23,8 %, роздрібна торгівля — 14,8 %, виробництво — 13,8 %, будівництво — 13,5 %.